# Live Evolution
Albums de Queensrÿche
Greatest Hits
(2000) Tribe
(2003)
Live Evolution est un album live de Queensrÿche sorti en septembre 2001.

## Histoire
Ce double album a été enregistré lors des concerts donnés par le groupe les 27 et 28 juin de la même année au Moore Theatre (en) de Seattle, aux États-Unis.
Ces concerts ont été filmés pour donner lieu à un DVD également intitulé Live Evolution.

## Titres

### CD 1
| 1. | NM 156                 | Chris DeGarmo, Geoff Tate, Michael Wilton (en) | 3:56 |
| 2. | Walk in the Shadows    | Chris DeGarmo, Geoff Tate, Michael Wilton      | 3:37 |
| 3. | Roads to Madness       | Chris DeGarmo, Geoff Tate, Michael Wilton      | 5:46 |
| 4. | The Lady Wore Black    | Chris DeGarmo, Geoff Tate                      | 5:28 |
| 5. | London                 | Chris DeGarmo, Geoff Tate, Michael Wilton      | 5:15 |
| 6. | Queen of the Reich     | Chris DeGarmo                                  | 5:01 |
| 7. | Take Hold of the Flame | Chris DeGarmo, Geoff Tate                      | 4:57 |
| 8. | Screaming in Digital   | Chris DeGarmo, Geoff Tate, Michael Wilton      | 4:18 |

| 9.  | I Remember Now                  | Chris DeGarmo, Geoff Tate, Michael Wilton | 1:13  |
| 10. | Revolution Calling              | Geoff Tate, Michael Wilton                | 5:13  |
| 11. | Spreading the Disease (Part I)  | Geoff Tate, Michael Wilton                | 2:29  |
| 12. | Electric Requiem                | Scott Rockenfield (en), Geoff Tate        | 1:13  |
| 13. | Spreading the Disease (Part II) | Geoff Tate, Michael Wilton                | 1:48  |
| 14. | The Mission                     | Chris DeGarmo                             | 5:45  |
| 15. | Suite Sister Mary               | Chris DeGarmo, Geoff Tate                 | 10:41 |
| 16. | I Don't Believe in Love         | Chris DeGarmo, Geoff Tate                 | 4:23  |
| 17. | My Empty Room                   | Geoff Tate, Michael Wilton                | 1:21  |
| 18. | Eyes of a Stranger              | Chris DeGarmo, Geoff Tate                 | 6:17  |

### CD 2
| 1. | I Am I                            | Chris DeGarmo, Geoff Tate                | 4:05 |
| 2. | Damaged                           | Chris DeGarmo, Geoff Tate                | 4:12 |
| 3. | Empire                            | Geoff Tate, Michael Wilton               | 4:50 |
| 4. | Silent Lucidity                   | Chris DeGarmo                            | 5:28 |
| 5. | Another Rainy Night (Without You) | Chris DeGarmo, Eddie Jackson, Geoff Tate | 4:37 |
| 6. | Jet City Woman                    | Chris DeGarmo, Geoff Tate                | 5:22 |

| 7.  | Liquid Sky                | Queensrÿche                | 4:59 |
| 8.  | Sacred Ground             | Queensrÿche                | 4:05 |
| 9.  | Falling Down              | Queensrÿche                | 5:17 |
| 10. | Hit the Black             | Geoff Tate, Michael Wilton | 3:39 |
| 11. | Breakdown                 | Queensrÿche                | 4:03 |
| 12. | The Right Side of My Mind | Queensrÿche                | 6:29 |

### DVD
1. NM 156
2. Roads to Madness
3. The Lady Wore Black
4. London
5. Screaming in Digital
6. I Am I
7. Damaged
8. Empire
9. Silent Lucidity
10. Jet City Woman
11. Hit the Black
12. Breakdown
13. The Right Side of My Mind
14. I Remember Now
15. Revolution Calling
16. Suite Sister Mary
17. My Empty Room
18. Eyes of a Stranger
19. Take Hold of the Flame
20. Queen of the Reich

## Interprètes
- Queensrÿche :
  - Geoff Tate : chant
  - Kelly Gray (en) : guitare
  - Michael Wilton (en) : guitare
  - Eddie Jackson : basse
  - Scott Rockenfield (en) : batterie

- Invitée :
  - Pamela Moore (en) : chant

## Équipe de production
- Queensrÿche : production
- Kelly Gray : ingénieur du son, mixage
- Tom Pfaeffle : ingénieur du son assistant
- Kip Bjelman : technicien ProTools

## Classements et certifications
| Pays (classement)          | Meilleure position |
| -------------------------- | ------------------ |
| États-Unis (Billboard 200) | 143                |